# Jean-Paul Le Chanois
Jean-Paul Le Chanois, född Jean-Paul Étienne Dreyfus 8 juli 1909 i Paris, död 5 februari 1985 i Passy, Haute-Savoie, var en fransk filmregissör och manusförfattare.

## Filmografi i urval
- 1936 – Vårt liv är vårt (roll)
- 1948 – Får vi lov, magistern? (regi)
- 1951 – Ensam flicka i Paris (manus och regi)
- 1954 – På en vind i Paris (manus och regi)
- 1957 – Den nye doktorn (regi)
- 1958 – Samhällets olycksbarn (manus och regi)
- 1960 – Fransyskan och kärleken (regi, delen "La Femme seule")
- 1962 – Mandrin (regi)
- 1966 – Le jardinier d'Argenteuil (regi)